# Propyphenazon

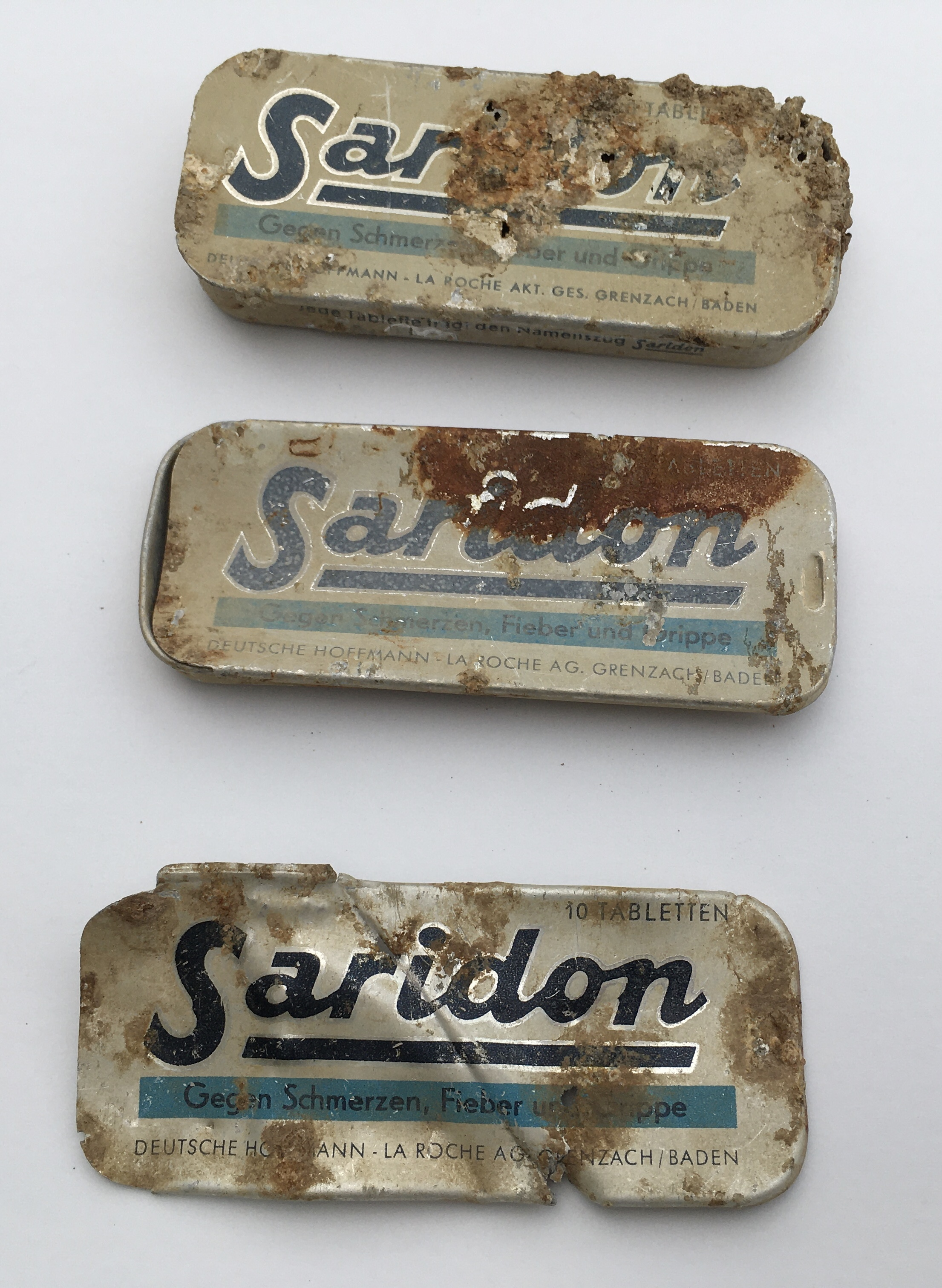
Saridon Tabletten, Blechdosen von Hoffmann-La Roche für den deutschen Markt, um 1950–60

Propyphenazon ist ein Pyrazolon-Derivat und wird als nichtsteroidales Antiphlogistikum, Antipyretikum und Analgetikum eingesetzt. Es wurde 1933 durch Hoffmann-La Roche als Saridon® (in Kombination mit Phenacetin, Pyrithyldion und Coffein; in Deutschland nicht mehr erhältlich) auf den Markt gebracht.

## Pharmakologie
Propyphenazon hemmt die Produktion von Prostaglandinen und verringert damit die Schmerz- und Entzündungsreaktionen. Es dämpft die Schmerzverarbeitung und Schmerzempfindung im Gehirn. Die fiebersenkende Wirkung kommt durch eine Beeinflussung des Temperaturregelzentrums im Gehirn zustande. Es ist nur schwach entzündungshemmend und besitzt eine leichte krampflösende Wirkung, die sich bei Kopfschmerzen günstig auswirken kann.

### Anwendung
- Fieber
- Leichte bis mittlere Schmerzen
- Zahnschmerzen

### Bekannte Nebenwirkungen
- Allergische Reaktion (Überempfindlichkeitsreaktionen, z. B. Hautreaktionen (Rötung, Juckreiz), Atemnot, Herzklopfen (selten))
- Magen-Darm-Beschwerden
- Entzündliche Veränderungen des Nierengewebes (interstitielle Nephritis)
- Blutbildveränderungen (selten)
- Hautreaktion mit schmerzhafter Blasenbildung (Stevens-Johnson-Syndrom) (sehr selten oder Einzelfälle)
- Blasenbildung unter der Haut mit Zerstörung von Hautschichten (Lyell-Syndrom) (sehr selten oder Einzelfälle)

Es liegen keine Hinweise auf Wechselwirkungen mit anderen Medikamenten vor.

### Gegenanzeigen
- Überempfindlichkeit gegen Pyrazolverbindungen
- Schwere Lebererkrankungen
- Erblich bedingter Glucose-6-Phosphat-Dehydrogenase-Mangel

## Handelsnamen
Monopräparate
keine mehr (D)
Kombinationspräparate
„Kremser“ Ohrtropfen (A), Adolorin (A), Alpon (A), Amicophen B6 (A), Avamigran (A), B6 Schmerztabletten (A), Dologran (A), Gewadal (A), Melabon (A), Migradon (A), Montamed (A), Vervan (A), Rapidol (A), Saridon (A), Spasmoplus (A), Tonopan (A), Vivimed (A), Schmerzstillende Kapseln/Pulver, Sanalgin (NL), Caffetin (HR)